# Tulipa suaveolens
Tulipa suaveolens, deutsch auch Schrenks Tulpe genannt, ist eine Pflanzenart aus der Gattung Tulpen (Tulipa) innerhalb der Familie der Liliengewächse (Liliaceae).

## Beschreibung

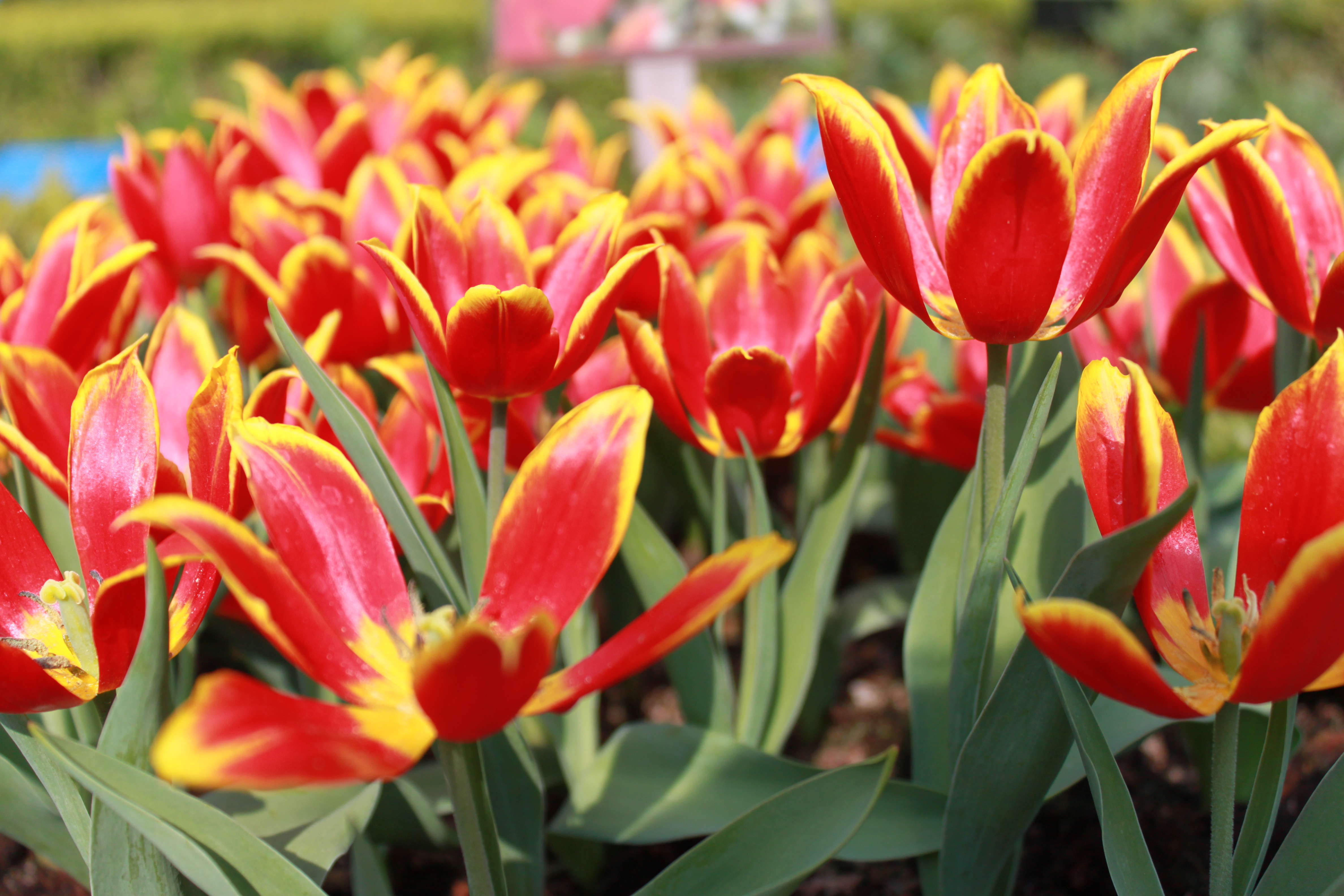
Tulipa suaveolens in Kultur

Insgesamt ist Tulipa suaveolens sehr variabel.

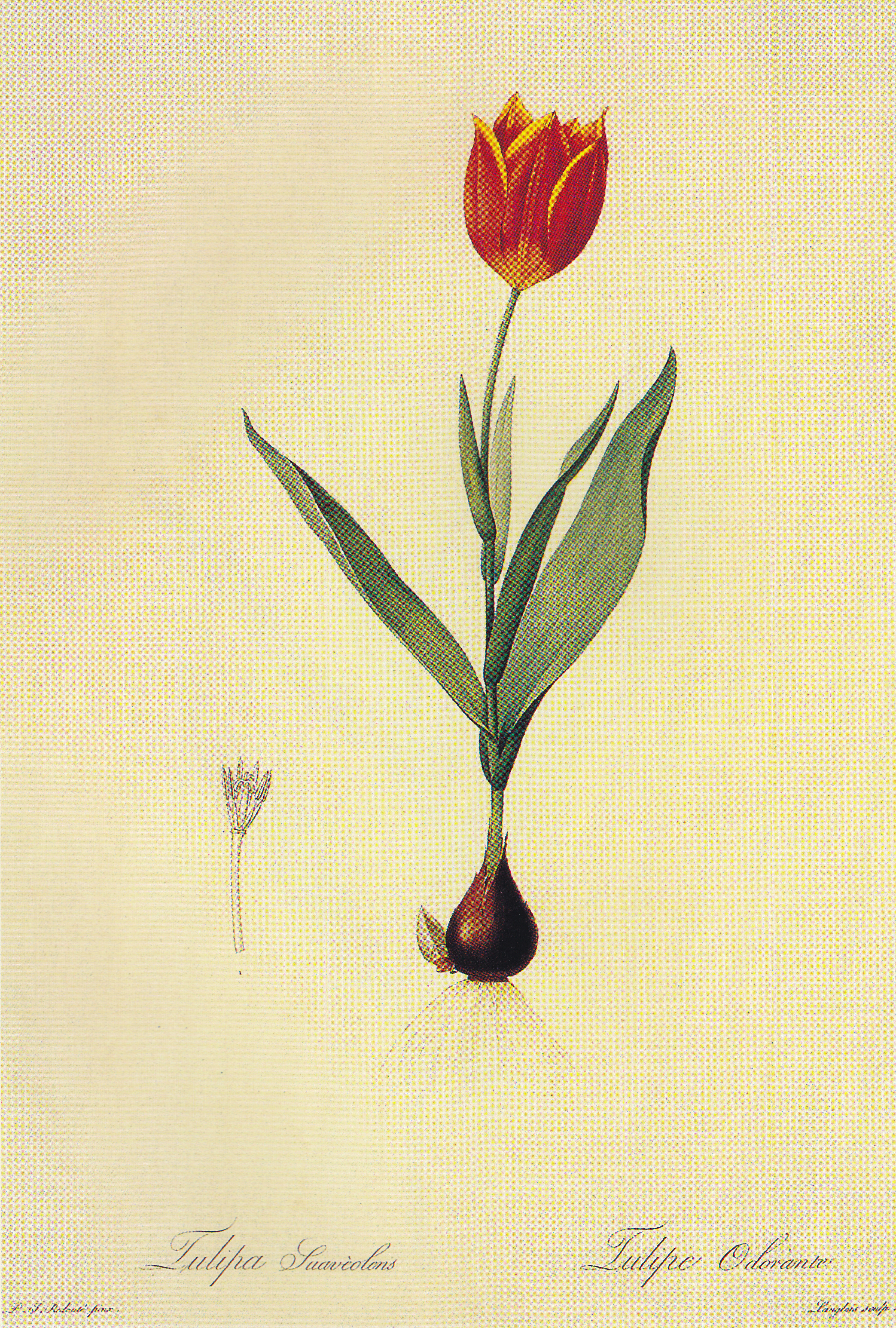
Tulipa suaveolens, Illustration aus Redouté: Les Liliacées

### Erscheinungsbild und Laubblätter
Tulipa suaveolens wächst als ausdauernde, krautige Pflanzen und erreicht Wuchshöhen von 10 bis 15 Zentimetern. Dieser Geophyten bildet Zwiebeln als Überdauerungsorgan aus. Die grundständigen Laubblätter sind ungestielt und die Blattspreiten sind einfach.

### Blütenstände und Blüten
Die Blüten stehen meist einzeln und endständig auf dem Blütenstandsschaft. Die aufrechten Blüten sind zwittrig, dreizählig und becherförmig. Es sind zwei Kreise freier Blütenhüllblätter vorhanden. Die oberen Enden der Blütenhüllblätter können abgerundet oder, häufiger, spitz sein und biegen sich oft leicht nach außen. Die Blütenhüllblätter sind meist rot, hellrot, rosafarben, gelb oder weiß; auch Formen mit roten Blütenhüllblättern und gelbem oder orangefarbenen Rand kommen vor. Es sind zwei Kreise mit je drei freien, fertilen Staubblättern vorhanden. Die Staubfäden sind manchmal behaart. Drei Fruchtblätter sind zu einem oberständigen Fruchtknoten verwachsen, mit vielen Samenanlagen.

## Vorkommen und Gefährdung
Tulipa suaveolens gedeiht ursprünglich in Osteuropa, im Kaukasusgebiet, im Iranischen Hochland, in Zentralasien und im Westsibirischen Tiefland. Fundorte von Tulipa suaveolens gibt es im westlichen Iran, Aserbaidschan, Ciskaukasien, Dagestan, im europäischen und westsibirischen Teil Russlands (besonders am unteren Don), im westlichen Kasachstan, in der Ukraine (insbesondere auf der Krim). Der Status der anatolischen Populationen ist unsicher, es kann sich um ausgewilderte Kulturpflanzen handeln; Gerhard Pils führt für die Türkei nur Tulipa sylvestris, Tulipa humilis, Tulipa saxatilis und Tulipa armena als Wildarten an. Christenhusz et al. gehen dagegen von "ca. sieben" Arten aus, nennen diese jedoch nicht. Tulipa suaveolens gedeiht in Steppen und Halbwüsten.
In Russland und Kasachstan steht sie auf der Roten Liste gefährdeter Arten.

## Systematik
Die Erstveröffentlichung von Tulipa suaveolens erfolgte 1794 durch Albrecht Wilhelm Roth in Annalen der Botanik. ed. Usteri, Band 10, S. 44. Das Artepitheton suaveolens bedeutet wohlriechend. Von unterschiedlichen Fundorten wurden mehrere Arten beschrieben, die, wie sich herausstellte, alle zur Art Tulipa suaveolens gehören. Ein wichtiges Synonym für Tulipa suaveolens Roth ist Tulipa schrenkii Regel. Dieser Name wurde 1873 durch Eduard August von Regel in Trudy Imperatorskago S.-Peterburgskago Botaničeskago Sada, Band 2, S. 452 veröffentlicht, das Artepitheton schrenkii ehrt Alexander Gustav von Schrenk. Weitere Synonyme für Tulipa suaveolens Roth sind: Tulipa volgensis M.Bieb. ex Eichw., Tulipa hortulanorum Wender., Tulipa odoratissima Vis., Tulipa oxypetala Steven, Tulipa suaveolens var. bicolor Regel, Tulipa suaveolens var. pluriflora Regel, Tulipa turcarum Levier, Tulipa gesneriana var. acutiflora, Tulipa gesneriana subsp. schrenkii (Regel) Nyman, Tulipa monticola E.Wulff, Tulipa splendens Delip.
Tulipa suaveolens gehört zur Sektion Tulipa aus der Untergattung Tulipa innerhalb der Gattung Tulipa.

## Botanische Geschichte
Die Wildtulpe Tulipa suaveolens ist in der Türkei als Kefe Lale (oft als "Cafe-Lale" nach dem mittelalterlichen Namen der Stadt, Kaffa umschrieben) bekannt. Johannes Marius Cornelis Hoog nimmt an, dass sie zu den Ahnen der klassischen osmanischen Istanbul-Tulpe mit dolchförmigen Blütenblättern (Horntulpe, Tulipa cornuta, im Handel oft fälschlich als Tulipa acuminata bezeichnet) zählt. Sultan Selim II. ließ 300.000 Zwiebeln aus Kefe für den Garten des Topkapı-Palastes nach Istanbul bringen.
Tulipa suaveolens gilt als eine Ahnform der niedrigwüchsigen Duc-Tulpen (auch Dukes, Dux oder Ducks geschrieben, Sortengruppe 1), die bereits seit Ende des 16. Jahrhunderts belegt sind (benannt nach Adrian Duyk aus Oud-Karspel). Ein Gemälde des Malers Jakob de Gheyn II. das zwischen 1600 und 1603 entstanden ist, zeigt neben einer Muschelschale und einer Raupe eine Vase mit Gretchen-im-Grünen, einer Schachbrettblume, Rosen, Akelei, Maiglöckchen und einem Stiefmütterchen vermutlich auch eine Tulipa suaveolens mit spitzen Blütenhüllblättern. An der Vase sitzt eine große Motte. Pflanzenzeichnungen des Künstlers zeigen dieselbe Tulpe). Zwiebeln unter dem Namen Tulipa schrenkii gelangten 1881 in die Niederlande, dort wurden Kreuzungen mit Gartentulpen (anderen Hybriden) durchgeführt.